# Rajah

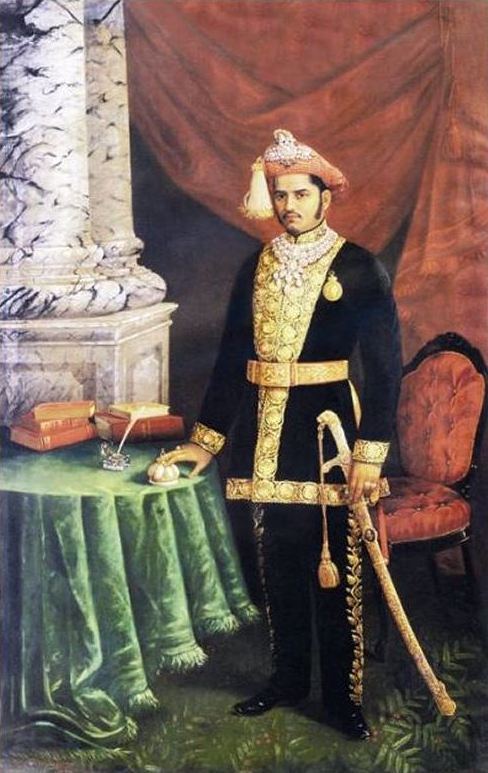
Portretul lui Sayajirao Gaekwad III, maharajah de Baroda

Rajah (în sanscrită राजा, transliterat: rājā, „conducător, prinț, rege”) este un titlu de conducător din India și alte părți ale Asiei de Sud-Est; forma feminină este rani (în sanscrită राणी rāṇī [ˈrɑːɳiː]). Maharajah înseamnă „Marele Conducător”, „Marele Rege” sau „Marele Prinț”.

## În India
Conducătorii hinduși din India purtau de obicei titlul rajah sau maharajah, uneori rao sau maharao, în timp ce conducătorii islamici foloseau titlurile nabab, șah, sultan sau, în Imperiul Mogul, Marele Mogul. Cuvântul rajah înseamnă „conducător”; prinți regenți erau numiți și rajah. În unele părți din sudul Indiei, titlul a fost scris și rostit raya.

## Asia de Sud-Est
În partea vorbitoare de malaeză a Asiei de Sud-Est (Malaezia și Indonezia), Raja apare cu același înțeles ca titlul unui conducător și este de obicei tradus ca „rege”. Utilizarea titlului este diversă și nu este determinată de religie: pe insula hindusă Bali, care aparține Indoneziei, conducătorii au fost numiți Raja din cele mai vechi timpuri.
Titlul este comun în Timorul de Vest și Sumatra. La fel și cu Batak din Sumatra de Nord, de asemenea pentru bătrânii de clan (Marga) și pentru șefii de clan și regii satelor. În timpul stăpânirii coloniale olandeze, liderii locali de district purtau titlul de Radja, de obicei în legătură cu numele locului corespunzător, cum ar fi Radja Siantar pentru conducătorul 
din Pematang Siantar.  
Membrii familiei Brooke născută în Anglia, care a domnit în secolele al XIX-lea și al XX-lea pe coasta de nord a insulei Borneo, unde acum este statul Malaezian Sarawak, a fost numiți Rajahii albi.
O parte dintre prinții locali din Filipinele prehispanice din clasa feudală Maginoo purtau de asemenea și titlul de Raja.